# Lycée français de Tallinn

Le Lycée français de Tallinn (estonien : Tallinna Prantsuse Lütseum) est un lycée située dans l'arrondissement de Kesklinn à Tallinn en Estonie.
Les résultats de ses élèves aux tests nationaux estoniens sont parmi les meilleurs.
Ce lycée ne fait pas partie du réseau des lycées français à l'étranger (réseau homologué par le ministère français de l'éducation nationale et coordonné par l'AEFE) ; il s'agit d'un lycée national estonien. Les parents français ou francophones souhaitant que leurs enfants poursuivent une scolarité en français à Tallinn doivent se tourner vers l'École européenne de Tallinn.

## Présentation
À côté de l'estonien, les élèves apprennent trois langues étrangères : le français dès la première année, le russe à partir de la troisième année et l'anglais à partir de la quatrième année.
Lauri Leesi, proviseur du lycée depuis 1992, indique que le lycée n'est pas une école d'art ou une école scientifique mais un lycée où tous les savoirs sont également importants.
L'école fait partie du groupe des cinq meilleurs lycées du centre de Tallin avec Tallinn English College (en), École secondaire scientifique de Tallinn (et), Gustav Adolf Grammar School (en),  École No 21 de Tallinn (et).

## Architecture
Le bâtiment principal est conçu par Herbert Johanson dans un style fonctionnaliste et construit en 1937.
Des reproduction d'œuvres artistiques couvrent les murs de l'école (Modigliani, Picasso, Rembrandt, van Gogh...). 
Tous les étudiants passent des tests sur ces reproductions (artistes, styles, etc.).
L'école possède aussi deux œuvres originales exposées dans ses halls.
La première est une tapisserie intitulée Virvatuli 96 offerte par son auteur Lea Valter (et) qui est une ancienne élève du lycée.
La seconde nommée Istuv akt est sculptée par Anton Starkopf (et) dans les années 1930.

## Histoire

### Fondation
La République française suggère à l'Estonie nouvellement indépendante de fonder un lycée pour enseigner la langue et la culture française en Estonie.
L'Institut français d'Estonie, créé en 1921, propose au ministère de l'Éducation d'Estonie de créer un lycée où le français serait enseigner comme première langue étrangère.
Le lycée français de Tallinn ouvre ses portes le 1er août 1921 et les enseignements débutent le 1er octobre 1921 qui est la date retenue pur célébrer l'anniversaire de l’établissement.

### Les années 1921-1937
Le lycée accueille un nombre croissant d'élèves: 81 en 1921 et 500 élèves en 1937.
De nos jours leur nombre est d'environ 730 avec 60 enseignants. 
À sa fondation, le lycée n'a pas de bâtiment et doit déménager d'un endroit à l'autre.
Le 1er octobre 1934, l'ambassadeur de France annonce que la France financera la construction d'un bâtiment à hauteur de 420 000 francs (100 000 couronnes estoniennes). 
Un terrain est acquis entre les rues Roosikrantsi et Vaestepatuste.

### Le bâtiment de la rue Hariduse
Dans les années 1930, l'une des priorités culturelles du gouvernement estonien est de soutenir les cultures anglaise et françaises afin de diminuer des influences allemandes et russes.
Il décide donc d'aider un développement du lycée français de Tallinn. 
Le 4 avril 1935, le président Konstantin Päts visite l'école et annonce que son gouvernement aidera le développement du lycée avec 100 000 couronnes supplémentaires.
La première pierre du lycée est posée en 1936 et la construction se termine le 20 septembre 1937.

### L'occupation de l'Estonie
Pendant l'occupation de l'Estonie, le lycée français est fermé et fusionne avec la Jakob Westholm Grammar School pour former l'école secondaire n° 7 de Tallinn devenue le Tallinn English College (en).

### La nouvelle indépendance de l'Estonie
En 1991, l'Estonie retrouve son indépendance.
Les élèves du lycée d'avant la Seconde Guerre mondiale agissent pour rouvrir le lycée.
À sa réouverture en 1992, le lycée est installé dans un bâtiment au 38 rue Luise.
En 1994, Lauri Leesi demande à l'administration de l'école secondaire n° 7 de Tallinn qu'elle restitue le bâtiment d'origine du 3, rue Hariduse.
Le 31 août 1996, le lycée se réinstalle rue Hariduse.

## Anciens élèves célèbres
Parmi les anciens élèves citons:
- Georg Ots,
- Tanel Toom (et),
- Maria Minerva (et).
- Elina Nechayeva (représentante de l'Estonie au Concours Eurovision de la chanson 2018)

## Galerie

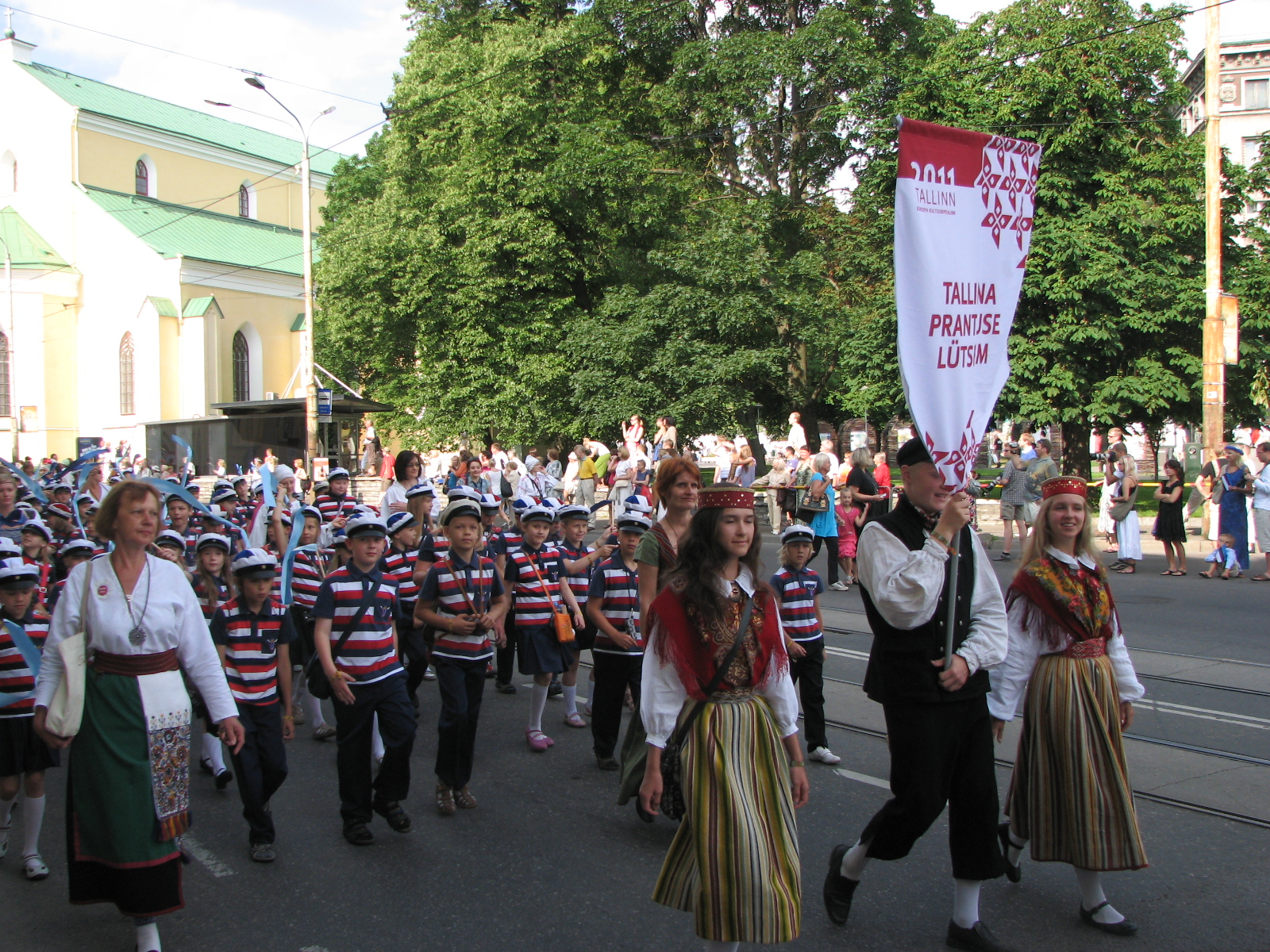
Festival de chant et danse du lycée français
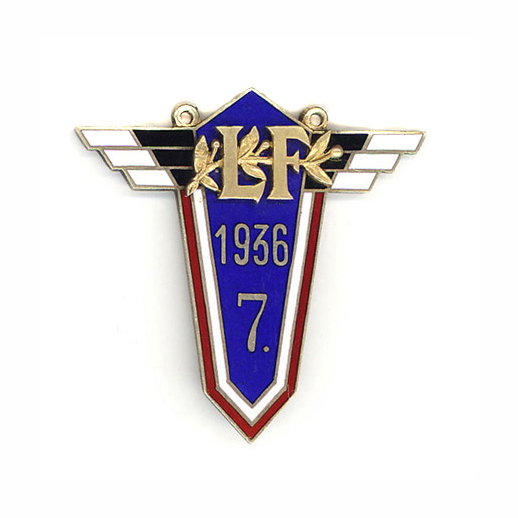
Médaille de diplôme du lycée.
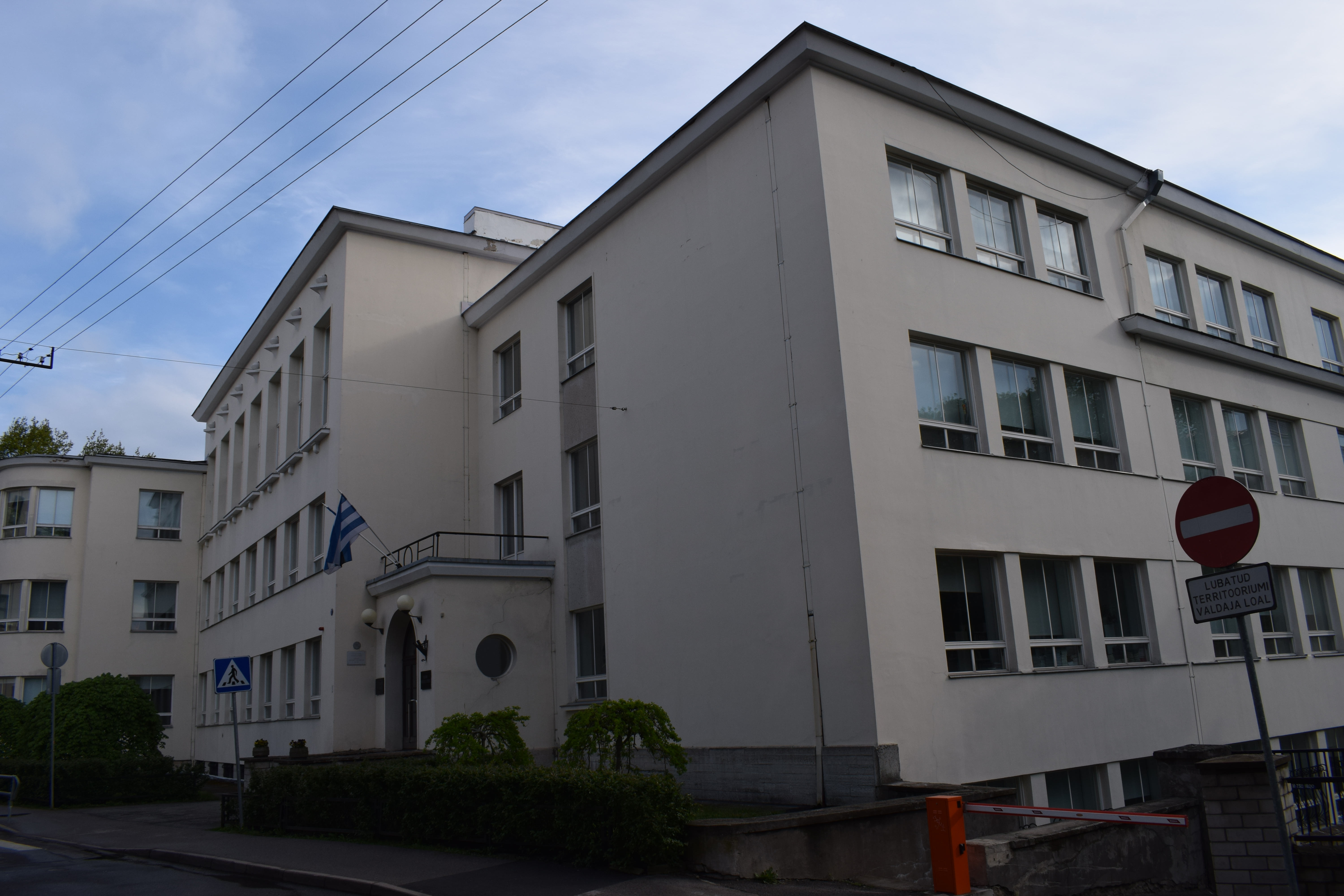